# Aminatou Échard
Pour les articles homonymes, voir Échard.
Aminatou Échard née en 1973 est une ethnomusicologue, monteuse de son, réalisatrice de cinéma expérimental, documentariste française. Elle s'intéresse particulièrement à la relation entre son et image.

## Biographie
Aminatou est la fille de Nicole Échard, ethnologue travaillant sur la société hausa, au Niger, dans une perspective féministe. Elle meurt prématurément en 1994 et laisse à sa fille de très nombreuses pellicules en super8 et 16mm.
Aminatou Échard a une formation en ethnomusicologie qu'elle complète par des études en cinéma documentaire à Lussas. Son travail est axé sur la relation entre son et image.
À partir de 2006, elle se rend régulièrement au Kirghizstan, Ouzbékistan et Kazakhstan, afin d'enregistrer des images en super 8 et des sons. De cette collecte, elle réalise en 2007 Esquisses kirghizes, un premier court métrage expérimental.
En 2015, elle réalise (Marco). Dans ce film, elle filme Marco dans son quotidien. Il vient de Bolivie, il est sans papier, il travaille dans une pension à Barcelone dans laquelle il vit. Sa vie est entre parenthèses.
En 2018, elle réalise Djamilia. Pour ce film, Aminatou Échard parcourt le Kirghizstan. Elle interroge des femmes sur Djamilia, le personnage principal du d'une nouvelle de Tchinghiz AÏtmatov, publiée en 1958. Ce texte a été adapté au cinéma, en 1969. Il est connu de toute la population.
En 1943, Djamilia vit dans la famille de son mari blessé au front. Au village, tout le monde travaille au champ afin de fournir le blé aux soldats. Djamilia est chargée d'acheminer le blé à la gare, avec Danïiar, un soldat blessé et taciturne. Le frère de son mari âgé de 13 ans est chargé de la protection de la famille et donc de surveiller Djamilia. Sur la route pour la gare, Djamilia et Danïiar tombent amoureux. Un matin d'automne, Djamilia et Danïiar quittent le village. Djamilia a choisi l’amour. Elle a brisé les règles ancestrales de la société Kirghize.
Les femmes interviewées par Aminatou Échard sur Djamilia vont s'identifier à l'héroïne et vont dévoiler leurs propres conditions de vie. Au Kirghizstan, les femmes sont toujours contraintes de vivre dans la famille du mari. Elles sont soumises à l'autorité du mari et de la belle-famille. Mariages précoces et forcés, enlèvements de la mariée sont toujours de mise dans la société Kirghize.
En 2023, Aminatou Échard réalise un film intime sur sa mère, l'histoire familiale, la grande histoire et les relations entre noirs et blancs la France et le Niger dans les années 1960.

## Films
- Esquisses kirghizes, 12 min, 2007
- Broadway, 50 min, 2010
- (Marco), 47 min, 2015
- Djamilia, 84 min, 2018
- Le grand tout, 119 min, 2025